# Un millón de dígitos aleatorios con 100.000 desviaciones normales

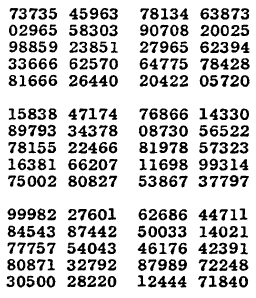
Líneas 10580–10594, columnas 21–40, del libro Un millón de dígitos aleatorios con 100.000 desviaciones normales

Un millón de dígitos aleatorios con 100.000 desviaciones normales (nombre original en inglés: A Million Random Digits with 100,000 Normal Deviates) es un libro de números aleatorios producido por la Corporación RAND, publicado originalmente en 1955.

## Historia
El libro, que consistía principalmente en una tabla de números aleatorios, fue un trabajo importante del siglo XX en el campo de la estadística y de los números aleatorios. Se produjo a partir de 1947 mediante una simulación electrónica de una rueda de ruleta conectada a una computadora, cuyos resultados se filtraron y probaron cuidadosamente antes de usarse para generar la tabla. La tabla RAND fue un avance importante en la entrega de números aleatorios, porque  nunca antes había estado disponible una tabla tan grande y cuidadosamente preparada. Además de publicarse  en forma de libro, también se podían adquirir los dígitos en una serie de tarjetas perforadas. 
La tabla tiene un formato de 400 páginas, cada una con 50 líneas de 50 dígitos. Las columnas y líneas se agrupan de cinco en cinco, y las líneas están numeradas de 00000 a 19999. Las desviaciones desviaciones normales estándar son otras 200 páginas (10 por línea, líneas de 0000 a 9999), con cada desviación dada con tres decimales. Hay 28 páginas adicionales de primera plana.
Fue una de las últimas tablas de números aleatorios producidas desde mediados de la década de 1920 hasta la década de 1950, después de lo cual el desarrollo de computadoras de alta velocidad permitió un funcionamiento más rápido a través de la generación de números pseudoaleatorios, en lugar de leerlos de las tablas.
El libro fue reeditado en 2001 (ISBN 0-8330-3047-7) con un nuevo prólogo del Vicepresidente Ejecutivo de RAND, Michael D. Rich. Ha generado muchas críticas humorísticas de usuarios en Amazon.com.

## Aplicaciones
El uso principal de las tablas estaba destinado a la estadística y al diseño experimental de experimentos científicos, especialmente aquellos en los que se utilizaba el método de Monte Carlo. En criptografía, también se han utilizado como números sin-nada-sacado-de-la-manga, por ejemplo, en el diseño del cifrado Khafre.
Los dígitos (volcados en la secuencia (sucesión A002205 en OEIS)) comienzan por:

10097 32533  76520 13586  34673 54876  80959 09117  39292 74945